# Balajú
Balajú és una pel·lícula mexicana dirigida per Rolando Aguilar. El seu llibret és una adaptació de Ernesto Cortázar. Aquesta pel·lícula va ser filmada en 1944 i protagonitzada per María Antonieta Pons i David Silva.

## Argument
En Santa María de la Mar, poble costeño, l'ambiciosa Margarita (María Antonieta Pons) no vol casar-se encara amb el seu nuvi, el pescador Benito (David Silva). Arriba un foraster, Evaristo (Mario Tenorio), que pretén emprar els nadius en la riesgosa caça de caimans, però s'oposen a això tant el patriarca Don Aurelio (Eduardo Arozamena) com a Ànima Gran (Max Langler), cap dels negres del lloc. Evaristo sedueix amb joies i un huipil a la casada Lola (Katy Jurado) i també dona roba a Margarita, amb qui coqueteja en una festa. Amb la condició que Evaristo no s'acosti a Margarita, Benito ofereix al foraster caçar caimans amb el seu amic Mingo (Pedro Galindo). Torna al poble Felipe (Gilberto González), que ha estat fora del poble guanyant diners per a la seva esposa Lola. Se suposa en fals que Margarita s'ha lliurat a Evaristo. Felipe veu a Lola abraçada amb el foraster. Tot el poble agredeix a Margarita, i una solterona li retreu el fet de portar aretes, que només usen les senyoretes. Margarita ballarà al balajú dels negres. Després de barallar amb Benito, Evaristo s'anirà a Tecomán, però Felipe ho mata. En confessar Felipe el seu crim, Margarita queda exculpada i es casa amb Benito.

## Repartiment
- María Antonieta Pons... Margarita
- David Silva... Benito
- Katy Jurado... Lola
- Mario Tenorio ... Evaristo
- Pedro Galindo ... Mingo
- Mimí Derba... Doña Lupe
- Armando Soto La Marina "El Chicote"... Refugio
- Gilberto González ... Felipe
- Eduardo Arozamena... Don Aurelio
- Max Langler ... Alma Grande
- Kiko Mendive

## Comentaris
Melodrama tropical amb cançons i amb la rumbera cubana María Antonieta Pons en el paper principal.